# Gina Chiarelli
Gina Chiarelli ist eine kanadische Theater- und Filmschauspielerin.

## Leben
Erste regionale Bekanntheit erlangte Chiarelli durch Bühnenrollen in Theatern in Vancouver. 2006 wurde sie bei den Genie Awards für ihre Leistungen im Film See Grace Fly nominiert. Sie gewann den Jessie Richardson Theatre Award erstmals 1999 für ihre Leistungen in Agnes of God, 2006 für The Diary of Anne Frank und 2013 für Master Class.
Seit den 1990er Jahren ist Chiarelli als Fernseh- und Filmschauspielerin tätig. Eine wiederkehrende Rolle als Tina Coscarella übernahm sie in vier Episoden der Fernsehserie Auf kalter Spur. Von 2009 bis 2010 war sie in der Fernsehserie Riese: Kingdom Falling in der Rolle der Cacilia zu sehen. Vom 17. September 2012 bis zum 27. Oktober 2012 stellte sie die Rolle der Maria Callas im Bühnenstück Master Class am Arts Club Theatre Granville Island Stage in Vancouver dar. 2015 war sie in der Rolle des Officer Stevens im Thriller Frozen Money zu sehen.

## Filmografie
- 1993: Kuck mal, wer da jetzt spricht (Look Who’s Talking Now)
- 1997: Millennium – Fürchte deinen Nächsten wie Dich selbst (Millennium) (Fernsehserie, Episode 1x10)
- 1997: Darkly Machiever (Kurzfilm)
- 1997: Police Academy (Fernsehserie, Episode 1x05)
- 1997: Outer Limits – Die unbekannte Dimension (The Outer Limits) (Fernsehserie, Episode 3x14)
- 1998: Die Angst jeder Mutter (Every Mother's Worst Fear) (Fernsehfilm)
- 1998: Night Man (Fernsehserie, Episode 2x08)
- 1998: Das Netz – Todesfalle Internet (The Net) (Fernsehserie, Episode 1x14)
- 1999: Two of Hearts – Zwei von ganzem Herzen (Two of Hearts) (Fernsehfilm)
- 1999: Noroc
- 1999: Hope Island (Fernsehserie, Episode 1x12)
- 1999–2000: Auf kalter Spur (Cold Squad) (Fernsehserie, 4 Episoden)
- 1999–2001: You, Me and the Kids (Fernsehserie, 5 Episoden)
- 2000: Beautiful Joe
- 2000: Trixie
- 2000: Outer Limits – Die unbekannte Dimension (The Outer Limits) (Fernsehserie, Episode 6x15)
- 2000: Cinderella; Single Again
- 2000: Hollywood Off-Ramp (Fernsehserie, Episode 1x16)
- 2001: Mysterious Ways (Fernsehserie, Episode 1x20)
- 2001: Lola
- 2001: The Miracle of the Cards (Fernsehfilm)
- 2001–2003: Da Vinci's Inquest (Fernsehserie, 4 Episoden)
- 2002: The Space Between (Kurzfilm)
- 2002: Deadly Little Secrets
- 2002: Dead Zone – Das zweite Gesicht (The Dead Zone)
- 2002–2019: Dead Zone (Fernsehserie, 3 Episoden)
- 2003: Little Brother of War
- 2003: See Grace Fly
- 2004: Light Rapid Transit (Kurzfilm)
- 2006: Daingerfield(Kurzfilm)
- 2006: The Hitchhiker (Kurzfilm)
- 2006: Cries in the Dark
- 2007: Jeff Ltd. (Fernsehserie, 2 Episoden)
- 2007: Masters of Science Fiction (Fernsehserie, Episode 1x04)
- 2008: Another Cinderella Story
- 2009: The L Word – Wenn Frauen Frauen lieben (The L Word) (Fernsehserie, Episode 6x02)
- 2009: Entführt – Du gehörst zu uns! (Do You Know Me) (Fernsehfilm)
- 2009: Smoke (Kurzfilm)
- 2009–2010: Riese: Kingdom Falling (Fernsehserie, 5 Episoden)
- 2010: Shattered (Fernsehserie, Episode 1x03)
- 2010: Guido Superstar: The Rise of Guido
- 2011: The Hunt for the I-5 Killer (Fernsehfilm)
- 2011: Captain Starship (Fernsehserie)
- 2011–2013: The True Heroines (Fernsehserie, 2 Episoden)
- 2012: The Killing (Fernsehserie, Episode 2x10)
- 2015: Supernatural (Fernsehserie, Episode 10x20)
- 2015: Frozen Money (Numb)
- 2016: Bates Motel (Fernsehserie, Episode 4x07)
- 2017: Hollow in the Land
- 2017: Prodigals
- 2018: All of My Heart: The Wedding (Fernsehfilm)
- 2021: Broken Diamonds